# Johan Olof Lindberg
Johan Olof Lindberg, född 26 maj 1870 i Malingsbo församling i Kopparbergs län, död 22 juni 1931 i Jakobs församling i Stockholm, var en svensk musikdirektör och kompositör. 
Johan Olof Lindberg var uppvuxen i Kolsva i Västmanland och arbetade i unga år vid järnbruket i Kolsva. Han studerade från 1890 vid Musikaliska Akademien i Stockholm och tog 1894 organistexamen. Samma år blev han organist och körledare i Eskilstuna samt från 1905 i Gävle, där han även undervisade i sång och musik vid Högre flickskolan. Han var organist och körledare i Kristinehamn 1918–1920 och startade i anslutning till Praktiska Skolan där en organist- och körledarskola. Från och med 1920 var han organist och körledare i Immanuelskyrkan i Stockholm.
Lindberg komponerade flitigt för både kör och församlingssång samt redigerade tillsammans med Axel Södersten musiken till Svenska Missionsförbundets sångbok 1921.
Johan Olof Lindberg var gift med Vilhelmina Bohlin (1862–1935) och är genom sonen Gösta Lindberg farfar till konstnären Marianne Lindberg De Geer. Han är begravd på Norra Begravningsplatsen i Stockholm.

## Psalmer
- Min själ berömmer Gud med fröjd[6]
  - Min Mästare från Nasaret[6]
  - När tunga tankars väg du går[6]
  - Vad kraft och fröjd det hjärtat ger[6]
  - I livets ljusa morgonstund[6]
- Om jag ägde allt[6]
- Det är så tyst, han kämpat ut[6]
- Framåt, uppåt, Kristi kämpe[6]
  - Snabba äro livets stunder[6]
- Frid, Guds frid, o hälsning ljuva[6]
- Jag vet ett ord, som är mer fast[6]
  - Vad nåd att gud oss kallat har[6]
- Kan du giva ditt hjärta för tidigt åt Gud[6]